# Fremont (Carolina del Nord)
Fremont è un comune degli Stati Uniti d'America, situato in Carolina del Nord, nella contea di Wayne.